# Arroyo Coladeras
Der Arroyo Coladeras ist ein Fluss in Uruguay.
Er entspringt auf dem Gebiet des Departamento Río Negro westlich von Bellaco an der dort verlaufenden Ruta 25. Von dort fließt er in südliche Richtung. Er mündet südöstlich des Cerro Redondo in den Río Negro.